# Гао Лин
Гао Лин (кин: 郜林; пин: Gào Lín; 14. фебруар 1986) бивши је кинески фудбалер који је играо на позицији надапача.
Каријеру је почео у омладинском погону Шангај Шенхуе. У том тиму је провео пет сезона на професионалном нивоу, након чега је прешао у Гуангџоу. За десет сезона проведених у том клубу, освојио је осам титула првака Кине и постао најбољи стрелац и играч са највише одиграних утакмица за Гуангџоу. Од 2020. је члан Шенџена. За репрезентацију Кине је играо од 2005. до 2019. године и међу играчима је са највише утакмица у дресу Кине.
Сматра се једним од најталентованијих кинеских фудбалера.

## Статистика каријере

### Репрезентативна
| Кина   | Кина    | Кина   |
| Година | Наступи | Голови |
| ------ | ------- | ------ |
| 2005   | 4       | 0      |
| 2006   | 4       | 0      |
| 2008   | 8       | 0      |
| 2009   | 14      | 6      |
| 2010   | 11      | 2      |
| 2011   | 10      | 5      |
| 2012   | 7       | 3      |
| 2013   | 11      | 0      |
| 2014   | 9       | 2      |
| 2015   | 7       | 0      |
| 2016   | 5       | 0      |
| 2017   | 7       | 2      |
| 2018   | 7       | 1      |
| 2019   | 5       | 1      |
| Укупно | 109     | 22     |

## Трофеји

### Клупски
Шангај Шенхуа
- А3 куп шампиона: 2007.

Гуангџоу
- Суперлига Кине: 2011, 2012, 2013, 2014, 2015, 2016, 2017, 2019.
- АФК Лига шампиона: 2013, 2015.
- Прва лига Кине: 2010.
- Куп Кине: 2012, 2016.
- Суперкуп Кине: 2012, 2016, 2017, 2018.

### Репрезентативни
Кина
- Првенство Источне Азије: 2005, 2010.

### Индивидуални
- Најбољи стрелац Прве лиге: 2010.
- Тим године Суперлиге: 2012, 2016, 2017.